# Mimoun Oaïssa
Mimoun Oaïssa (Beni Said, 11 maart 1975) is een Marokkaans-Nederlands acteur.

## Biografie
Oaïssa werd geboren in Marokko en verhuisde op jonge leeftijd met zijn ouders naar Nederland. Daar bezocht hij de Herman Heijermansschool in Amstelveen en daarna de middelbare school (Scholengemeenschap Casimir). Vervolgens begon hij de eenjarige vooropleiding aan het ITS DNA van De Nieuw Amsterdam, waarna hij doorstroomde naar de hogere toneelschool. In 1999 studeerde hij af aan de Toneelschool Amsterdam. Hij werd lid van Toneelgroep Amsterdam tot 2001 en hij volgde acteerworkshops in New York en Londen.
Hij was in 2004 een van de initiatiefnemers van de speelfilm Shouf Shouf Habibi! waarin hij zelf de hoofdrol speelde. In 2005 werd Oaïssa gevraagd voor een bijrol in Martin Koolhovens Het Schnitzelparadijs, waarin hij van de regisseur alle vrijheid kreeg. Oaïssa kon veel van zijn eigen teksten vormgeven, hierdoor aangespoord door de regisseur. Het Schnitzelparadijs werd nog succesvoller dan Shouf Shouf Habibi! Samen met de andere acteurs die keukenpersoneel speelden in Het Schnitzelparadijs won Oaïssa het Gouden Kalf voor de beste mannelijke bijrol. Ook was hij Shooting Star op het internationaal filmfestival van Berlijn. Verder speelde hij de rol Hafid in Rauw! op Tien.
Oaïssa is, met Bart Kiene en Louis Lemaire, een van de initiatiefnemers van De Acteerschool Rotterdam, een vierjarige opleiding op hbo-niveau die in september 2008 van start ging.
In 2024 deed Oaïssa mee aan het televisieprogramma De Pappenheimers.

## Filmografie

### Film
- 2024 - Opa Cor - rechercheur
- 2019 - Singel 39 - arts
- 2016 - Uilenbal - vader
- 2015 - De Masters - Aziz
- 2013 - De Nieuwe Wereld - Raadsman
- 2012 - De Marathon - Youssoef
- 2012 - Cop vs Killer - Kapser
- 2011 - The Devil's Double - Ali
- 2009 - Amsterdam - Khaled
- 2008 - Lezione 21 - Peer
- 2007 - Kicks - Said el Mokhtari
- 2007 - Weddings and Beheadings - Ahmed
- 2005 - Het schnitzelparadijs - Amimoen
- 2004 - Shouf Shouf Habibi! - Abdullah 'Ap' Bentarek
- 2003 - Polleke - Hamid
- 2003 - So Be It - Mimoun
- 2001 - De vriendschap - Dokter
- 1999 - Quidam, Quidam
- 1999 - Novellen: De dag, de nacht en het duister
- 1996 - De jurk - Overvaller
- 1996 - Marrakech - Aziz Jelali
- 1994 - De andere kant van de tunnel

### Televisie
- 2013 - De Grote Improvisatieshow
- 2013 - Overspel - Barouk Mourabit (8 afleveringen)
- 2012 - Lijn 32 - Dounier Mo (afl. Four Weeks Earlier)
- 2011 - Flikken Maastricht - Youssef (9 afleveringen)
- 2006-2009 - Shouf Shouf! - Abdullah 'Ap' Bentarek (29 afleveringen)
- 2006 - Spoorloos verdwenen - Hamid (afl. De verdwenen echtgenote)
- 2006 - Rauw! - Hafid (6 afleveringen)
- 2005 - Costa! - Prins (4 afleveringen)
- 2000 - Russen - Appie (6 afleveringen)
- 2000-heden - Het Klokhuis (sketch 'Saïd en Jonathan' en diverse rollen in andere sketches)
- Bureau Kruislaan - Volkan Öksal

## Theaterwerk
- 1997 - Een soort Hades, als Manuel (Toneelgroep Amsterdam, tekst: Lars Norén, vertaling: Janine Brogt/Karst Woudstra, regie: Gerardjan Rijnders)
- 1998 - Zes personages op zoek, als de jonge acteur (Toneelgroep Amsterdam, tekst: Luigi Pirandello/Gerardjan Rijnders, vertaling: Max Nord, regie: Gerardjan Rijnders)
- 1999 - Angst en ellende in het rijk van kok, als Kariem (Toneelgroep Amsterdam, tekst: Guus Vleugel/Ton Vorstenbosch, regie: Gerardjan Rijnders)
- 1999 - Dark lady, als een jongen (Toneelgroep Amsterdam, tekst: William Shakespeare, vertaling: Peter Verstegen, regie: Gerardjan Rijnders)
- 1999 - Over de mol die wil weten... wie er op zijn kop heeft (Toneelgroep Amsterdam, tekst: Fred Goessens)
- 1999 - De cid, als Don Sancho (Toneelgroep Amsterdam, tekst: Pierre Corneille, vertaling: Laurens Spoor, regie: Gerardjan Rijnders)
- 2000 - De ballade van de wiener schnitzel, als Dolfi kindgorilla / olifant (Toneelgroep Amsterdam, tekst: George Tabori, regie: Carel Alphenaar)
- 2000 - The massacre at Paris (Toneelgroep Amsterdam, tekst: Christopher Marlowe, bewerking: Hafid Bouazza, regie: Ivo van Hove)
- 2001 - True love, als Jim (Toneelgroep Amsterdam, tekst: Charles Mee, vertaling: Tom Kleijn, regie: Ivo van Hove)
- 2000 - Macbeth, als Malcolm / heks (Toneelgroep Amsterdam, tekst: William Shakespeare, vertaling en regie: Janine Brogt)